# Sandfelchen
Der Sandfelchen (Coregonus arenicolus) ist ein endemisch im Bodensee lebender Süßwasserfisch aus der Familie der Lachsfische (Salmonidae).

## Merkmale
Der Sandfelchen hat wie auch die anderen Maränen eine heringsartige Gestalt mit einer Vielzahl von silbrigen, kleinen Rundschuppen, verfügt allerdings auch über eine Fettflosse. Er besitzt 13 Rückenflossen- und 12 Afterflossenweichstrahlen. Das Höchstmaß beträgt 550 mm. Die Art ist von den anderen im Bodensee lebenden Arten der Gattung Coregonus anhand der Zahl der Kiemenreusendornen zu unterscheiden. Beim Sandfelchen sind es 18 bis 27 eher kurze, beim Blaufelchen (Coregonus wartmanni) und Gangfisch (Coregonus macrophthalmus) mehr als 28.

## Verbreitung
Der Sandfelchen ist im Bodensee endemisch. Er ist weitaus seltener als die anderen Bodenseefelchen Blaufelchen und Gangfisch und besitzt fischereilich, im Gegensatz zu diesen, keine Bedeutung.

## Lebensweise
Der Sandfelchen lebt benthopelagisch in Boden- oder Küstennähe. Bevorzugt nimmt er am Boden lebende Wirbellose, vorwiegend Muscheln oder Schnecken, auf. Die Jungtiere schlüpfen November bis Dezember in Ufernähe.

## Taxonomie und Systematik
Die Gliederung der Gattung Coregonus in Arten gehört zu den schwierigsten Problemen der europäischen Taxonomie der Fische und ist bis heute nicht befriedigend geklärt. Der Sandfelchen wurde bis 1997 als Form oder Population der Art Coregonus nasus aufgefasst, die heute aber als rein arktisch verbreitet gilt. Sie ist mit den anderen Coregonus-Arten des Bodensees nahe verwandt und bildet mit diesen und den Arten des Donauraums eine Klade., die Arten sind genetisch so ähnlich, dass sie durch DNA Barcoding nicht sicher gegeneinander differenzierbar sind. Einige Taxonomen betrachten sie daher nicht als eigenständig, sondern nur als Ökotypen mehrerer weitgefasster Arten. Man nimmt an, dass die Artbildung erst seit der letzten Eiszeit (Würm-Kaltzeit) erfolgt ist und die Art daher nur wenige Tausend Jahre alt ist.
Möglicherweise ist es mit dem ebenfalls dort beheimateten Gangfisch zu künstlicher Hybridbildung im Rahmen eines bis 2004 bestehenden Programmes gekommen. Auch heute werden noch jedes Jahr etwa 350 Millionen Jungfische der Arten Gangfisch und Blaufelchen in sechs Betrieben am Bodensee gezüchtet und zur Stützung der Bestände im See ausgesetzt.; dabei werden aber keine Sandfelchen mehr verwendet.
Bei neueren Untersuchungen, bei denen heute vorkommende Fische mit Museumsmaterial derselben Arten verglichen worden sind, waren die morphologischen Unterschiede der heute im Bodensee lebenden Coregonus-Arten geringer als diejenigen früher lebender Formen derselben Arten. Als möglicher Grund dafür gilt, dass die früher klar getrennten ökologischen Nischen der Arten durch die Eutrophierung ihre Separation verloren haben, und die Arten sich in ihrer Lebensweise angenähert hatten. Dabei kam es vermutlich auch zu natürlichen Hybridisierungen, die aber für den Sandfelchen nicht sicher genetisch nachgewiesen sind. Die Art vermochte es im Gegensatz zu den eher im Freiwasser (pelagisch) lebenden Felchen-Arten nicht, ihre Bestände in dem wieder sauberer gewordenen See wieder zu erhöhen. Die andere früher im Bodensee benthisch lebende Coregonus-Art, der Bodensee-Kilch Coregonus gutturosus, der im Gegensatz zum Sandfelchen im tieferen Wasser ablaichte, ist heute ausgestorben.

## Gefährdung und Schutz
Der Sandfelchen ist auf der Roten Liste der IUCN als „Vulnerable (VU)“ (gefährdet) gelistet. In Deutschland gilt er als durch Seltenheit gefährdet (Kategorie R), der Bestand wird aber nach früheren Rückgängen aufgrund der Eutrophierung des Bodensees heute als stabil eingeschätzt. In Österreich gilt sie als gefährdet.  Die Art ist im Anhang V der FFH-Richtlinie der Europäischen Union gelistet. In Anhang V werden bestandsbedrohte Arten aufgeführt, die auch wirtschaftlich genutzt werden; für ihre Entnahme aus der Natur sind besondere Regelungen vorgeschrieben. Der Erhaltungszustand der Art wird vom Bundesamt für Naturschutz in Deutschland als günstig eingeschätzt (Stand: 2013).